# ویرجینیا ماسکل
ویرجینیا ماسکل (انگلیسی: Virginia Maskell) (زاده ۲۷ فوریه ۱۹۳۶ – درگذشته ۲۵ ژانویه ۱۹۶۸) بازیگر اهل انگلستان بوده است.
وی بازیگر فیلم‌هایی همچون جزیره ویرجین بوده است. ماسکل برنده جایزه بهترین بازیگر نقش مکمل زن هیئت ملی بازبینی فیلم برای فیلم فاصله در سال ۱۹۶۸ شده است.